# Mamil·la
Les mamil·les són relleus, també anomenats tubèrculs, que alguns cactus poden tenir a la tija, quan apareixen com a petits monticles aïllats sobre els quals se situa una arèola. Es disposen a la planta un al costat de l'altre, de forma el·líptica. És propi de les mamil·làries sp.